# Renate Krauspe
Renate Krauspe (geborene Becher, * 29. Mai 1939 in Dessau) ist eine deutsche Ägyptologin.
Renate Krauspe studierte seit 1957 Ägyptologie und Religionsgeschichte an der Universität Leipzig. 1961 schloss sie ihr Studium mit dem Diplom ab und wurde wissenschaftliche Assistentin am Ägyptologischen Institut der Universität Leipzig bei Siegfried Morenz. Sie übernahm auch die Redaktion der Zeitschrift für Ägyptische Sprache und Altertumskunde, die sie bis 1998 innehatte. 1966 folgte die Promotion mit einer Dissertation zum Thema „Die Prozession des Kultbildes im Alten Ägypten“. Von 1978 bis zu ihrer Pensionierung 1999 war Krauspe Kustodin des Ägyptischen Museums der Universität Leipzig. 

## Schriften
- Die Prozession des Kultbildes im Alten Ägypten. Dissertation Universität Leipzig vom 8. Dezember 1966 (Maschinenschriftlich).
- Altägyptische Götterfiguren (= Insel-Bücherei. Nr. 1080). Insel, Leipzig 1986, ISBN 3-7351-0034-1.
- Das Ägyptische Museum der Universität Leipzig (= Zaberns Bildbände zur Archäologie. Sonderheft der Antiken Welt). von Zabern, Mainz 1997, ISBN 3-8053-2007-8.
- Katalog ägyptischer Sammlungen in Leipzig. Bd. 1: Statuen und Statuetten. von Zabern, Mainz 1997, ISBN 3-8053-1883-9.